# فريمان إتش. مورس
فريمان إتش. مورس هو سياسي أمريكي، ولد في 18 فبراير عام1807، في باث في الولايات المتحدة، وتوفي في 5 فبراير عام 1891. نشط حزبياً في حزب اليمين والحزب الجمهوري. وقد انتخب عضو مجلس النواب الأمريكي ‏.